# Шилова, Екатерина Ефимовна
Екатерина Ефимовна Шилова (Шило) (25 октября 1925 — 11 августа 2010) — передовик советского сельского хозяйства, доярка племенного молочного совхоза «Врачёво Горки» Министерства совхозов СССР, Луховицкий район Московской области, Герой Социалистического Труда (1949).

## Биография
Родилась в 1925 году в селе Всесвятка, ныне Ровеньского района Белгородской области в семье крестьянина. Прошла обучение в начальной школе, завершила три класса. После окончания Великой Отечественной войны работала на Шатурских торфозаготовках, а затем дояркой племенного молочного совхоза «Врачёво Горки» Министерства совхозов СССР. Очень быстро освоила профессию и вышла в передовики производства.
В 1948 году достигла высоких производственных результатов, сумев получить от каждой из восьми закреплённых коров по 7047 килограммов молока с содержанием 232 килограммов молочного жира от каждой коровы в среднем за год.
За получение высокой продуктивности животноводства в 1948 году при выполнении совхозами плана сдачи государству продуктов животноводства и полеводства и выполнении государственного плана развития животноводства по всем видам скота, Указом Президиума Верховного Совета СССР от 9 октября 1949 года Екатерине Ефимовне Шиловой было присвоено звание Героя Социалистического Труда с вручением ордена Ленина и золотой медали «Серп и Молот».
В дальнейшем продолжала трудовую деятельность. В 1956 году возвратилась на родину и трудилась дояркой в совхозе «Ровеньской» Ровеньского района Белгородской области. В 1980 году вышла на заслуженный отдых. Избиралась членом Ровеньского райкома КПСС.
Проживала в селе Вишняки Ровеньского района Белгородской области. Умерла 11 августа 2010 года (в некоторых публикациях ошибочно указывается 1999 год).

## Награды
За трудовые успехи удостоен:
- золотая звезда «Серп и Молот» (09.10.1949),
- орден Ленина (09.10.1949),
- Орден Трудового Красного Знамени (30.07.1948),
- другие медали.

## Память
10 июля 2016 года в селе Нагорье на площади перед сельским Домом культуры был открыт бюст Героя Социалистического Труда Екатерины Ефимовны Шило (скульптор Н. Ф. Шептухин). По окончании посвящённого этому событию митинга был продемонстрирован документальный фильм о Екатерине Ефимовне Шило, сделанный заместителем главы администрации Ровеньского района Владимиром Алексеевичем Некрасовым.